# Пежо тип 4
Пежо тип 4 (фр. Peugeot Type 4) је био урађен у једном примерку по наруџбини туниског Бега Али III ибн ал-Хусеина, у складу са чијим жељама је био и украшен ауто.

## Детаљи
Тип 4 је направљен са мотором од 1,0 Л (1026 цц) у В по углом од 15 степени, од 4 коњске снаге, јер је мотор типа 3 од 0,6 Л (565 цц) сматран недовољно добрим са упола мањом снагом. Поред тога у погону у Сошоу био је богато украшен.